# Slaget vid Lipany
Slaget vid Lipany ägde rum i närheten av Český Brod öster om Prag den 30 maj 1434 mellan två fientliga husitiska falanger: på den ena sidan det utrakvistisk-katolska adelsförbundet under befäl av Diviš Bořek z Milentínka, på den andra de radikala taboriterna och de faderlösa under befäl av Prokop Holý. Enligt vissa uppgifter bestod adelsförbundets här av 25 000 man, medan Prokops styrka räknade 12 000-18 000 man. Blygsammare bedömningar räknar med cirka 6 000-8 000 man för de radikala brödraskapen och något fler för adelsförbundet.
Tack vare sitt försprång kunde de radikala brödraskapen besätta den enda fördelaktiga positionen i hela slättområdet, på nordsluttningen av berget Lipská. För första gången under husitkrigen stod två vagnborgar mot varandra. Dödläget ledde till ömsesidiga försök att nå en förhandlingslösning, som efter två dagar dock misslyckades. Söndagen den 30 maj 1434, strax före klockan fyra på eftermiddagen, avbröt brödraskapens ledare förhandlingarna och tillkännagav att "nävarna" skulle få avgöra.
Adelsförbundet, vars artilleri stod uppställt på flankerna, anföll först efter en utväxling av artillerield. De erfarna befälhavarna i adelsförbundet satt av från sina hästar för att visa fotfolket att även de satte sina liv och egendomar på spel. Efter en kort bön kom som på beställning en kort regnskur som skingrade krutröken och underlättade den kommande skenmanövern. Adelsförbundets styrkor anföll men retirerade därefter, eftersom Diviš Bořek hade gett order om att de skulle dra sig tillbaka så snabbt som möjligt för att få de radikala att tro att de hade slagits på flykten. De radikala svalde betet och lämnade sin vagnborg, varvid adelsförbundets kavalleri anföll dem i flanken, rev upp dem och trängde in i vagnborgen innan de radikala åter kunde sätta sig i säkerhet. Därefter kollapsade motståndet. Enligt vissa uppgifter uppgick taboriternas och de faderlösas förluster till osannolika 13 000 man.. Ett stort antal fångar togs också, av vilka många drevs in i närbelägna lador och brändes till döds. Prokop själv fanns bland de stupade. Slaget innebar det faktiska slutet på de radikala husiternas församling i fält.

## Galleri

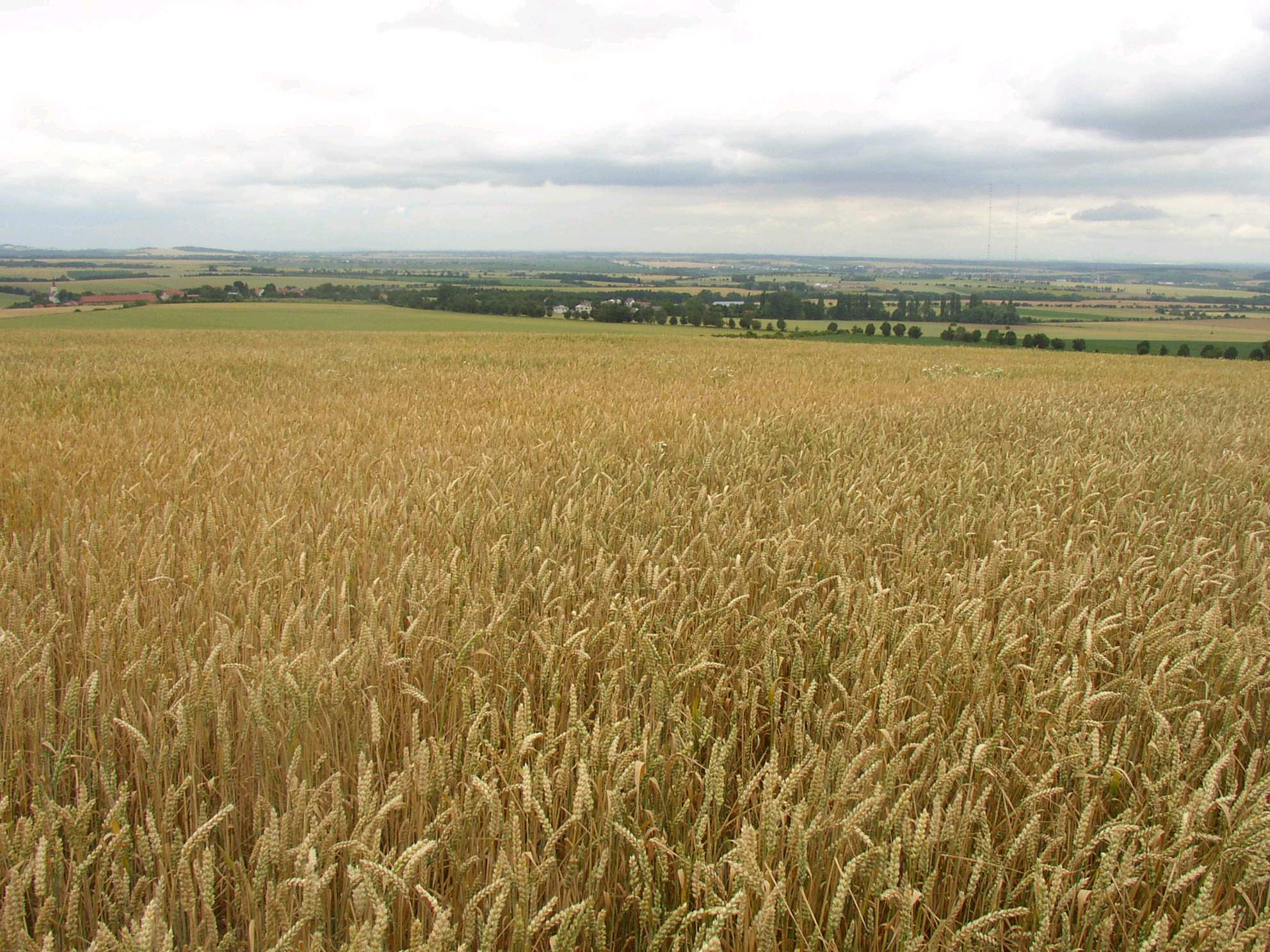
Nordsluttningen av berget Lipská
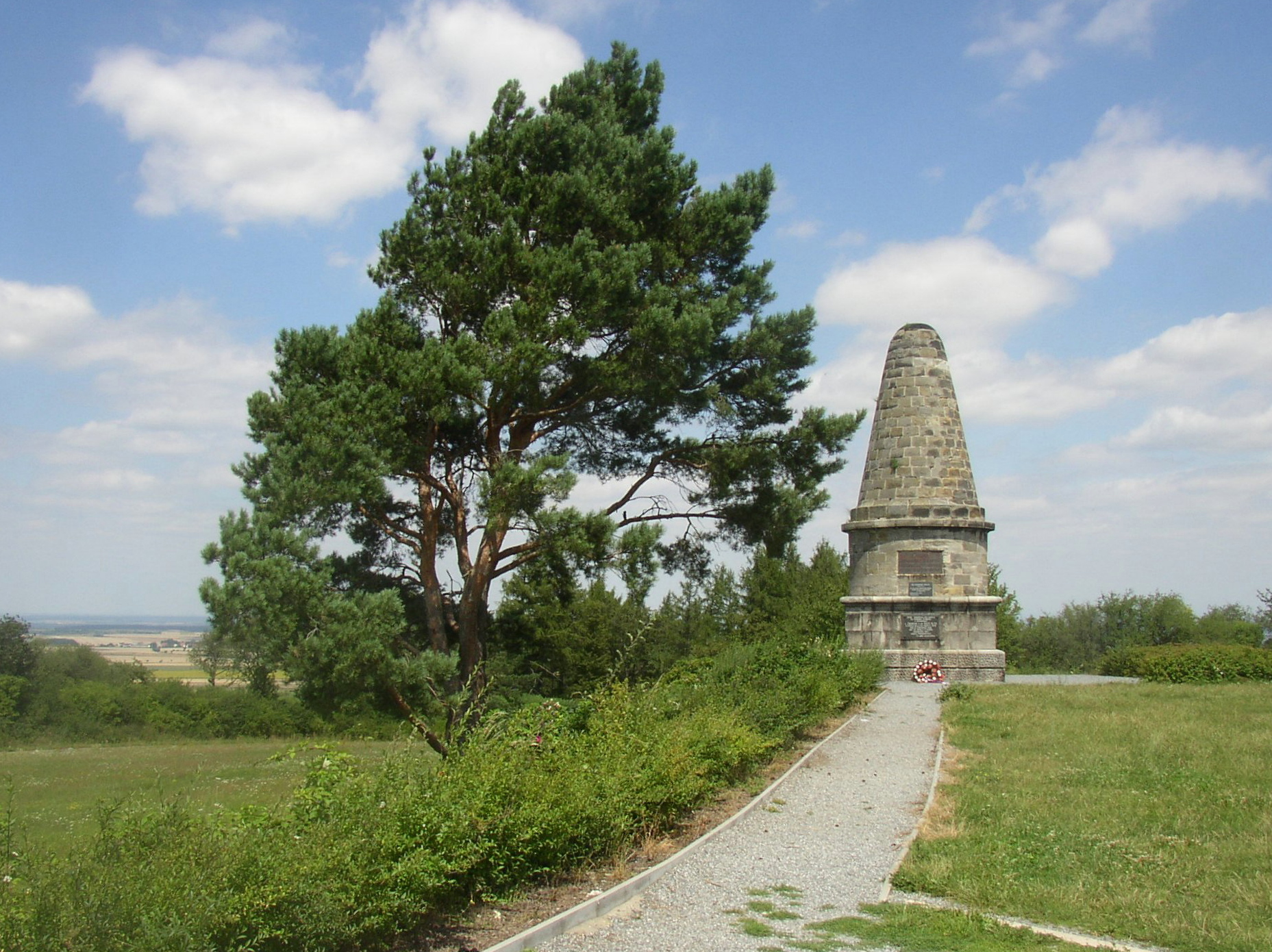
Monument över slaget
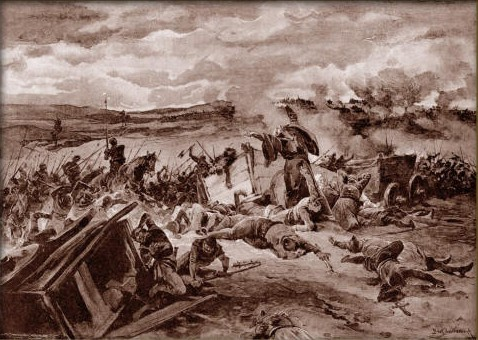
Slaget vid Lipany av Adolf Liebscher